# 近畿大学病院
学校法人近畿大学 近畿大学病院（がっこうほうじんきんきだいがく きんきだいがくびょういん）は、大阪府大阪狭山市にある近畿大学医学部の附属病院。略称は近大病院。大阪府南部唯一の大学病院であり、地域医療の中核的な役割を担う。
近畿大学が運営する本院となる病院で、ほかにも奈良県生駒市にある近畿大学奈良病院、関西国際空港旅客ターミナルビル内の近畿大学医学部関西国際空港クリニックを運営している。

## 診療科
- 外科
- 精神科
- 小児科
- 皮膚科
- 泌尿器科
- 産婦人科
- 眼科
- 耳鼻咽喉科
- 歯科
- 麻酔科
- 循環器内科
- 消化器内科
- 心療内科
- 腎臓内科
- 糖尿病・内分泌内科
- 緩和ケア内科
- 血液内科
- 呼吸器内科
- 腫瘍内科
- 漢方内科
- 形成外科
- 歯科口腔外科
- 小児外科
- 整形外科
- 脳神経外科
- 消化器外科
- 心臓血管外科
- リハビリテーション科
- 放射線診断科
- 放射線治療科
- 病理診断科
- 救急科
- 矯正歯科
- 内科
- 脳神経内科

## 沿革
- 1974年 - 開院に先立ち、近畿大学医学部が開設される。
- 1975年 - 近畿大学医学部附属病院が開院。
- 1977年 - 第18回BCS賞を受賞[1]。設計は富家建築事務所（代表・富家宏泰）が担当した。
- 1982年 - 救命救急センターが開設。
- 1994年 - 特定機能病院の承認。
- 2005年 - 高度先端総合医療センターが開設。
- 2017年12月12日 - 堺市の泉北ニュータウンに移転予定の新病院について、当初の計画変更を公表した（人的不足および経済的要因のため、大阪狭山市の病院の閉鎖、新病院の病床数を800床へ縮小、医学部堺病院の経営譲渡などを検討）。医学部移転に伴う医学部附属病院・医学部堺病院の統合再編計画の変更について
- 2019年4月1日 - 名称を近畿大学病院に変更した。病院名変更とホームページリニューアルのお知らせ

## 医療機関の指定・認定
（下表の出典）
| 保険医療機関 | 労災保険指定病院 |
| 母体保護法指定医の配置されている医療機関 | 生活保護法指定病院（中国残留邦人等の円滑な帰国の促進並びに永住帰国した中国残留邦人等及び特定配偶者の自立の支援に関する法律（平成六年法律第三十号）に基づく指定医療機関を含む。） |
| 臨床研修病院 | 指定自立支援病院（更生医療） |
| がん診療連携拠点病院等 | 指定養育病院 |
| エイズ治療拠点病院 | 指定自立支援病院（育成医療） |
| 肝疾患診療連携拠点病院 | 特定疾患治療研究事業委託医療機関 |
| 原子爆弾被害者一般疾病医療取扱病院 | DPC対象病院 |
| 精神保健指定医の配置されている医療機関 | 指定小児慢性特定疾病医療機関 |
| 指定自立支援医療機関（精神通院医療） | 身体障害者福祉法指定医の配置されている医療機関 |
| 地域周産期母子医療センター | 戦傷病者特別援護法指定医療機関 |
| 診療科名中に産婦人科、産科又は婦人科を有する病院にあっては、公益財団法人日本医療機能評価機構が定める産科医療補償制度標準補償約款と同一の産科医療補償約款に基づく補償の有無 | 特定行為研修指定研修機関 |
| 公害医療機関 | 特定機能病院 |
| 都道府県アレルギー疾患医療拠点病院 | |